# Прилепница
Прилепница (алб. Përlepnicë или Përlepnica) је насеље у општини Гњилане, Косово и Метохија, Република Србија.
Атар насеља се налази на територији катастарске општине Прилепница површине ? .

## Историја
Насеље се помиње под именом Прилепница.
У турском катастарском попису — дефтеру из 1455. године помиње се под именом Прилепница.

## Демографија
Насеље има албанску етничку већину.
| Демографија | Демографија | Демографија |
| Година      | Становника  | Становника  |
| ----------- | ----------- | ----------- |
| 1948.       | 1.265       |             |
| 1953.       | 1.405       |             |
| 1961.       | 1.639       |             |
| 1971.       | 1.903       |             |
| 1981.       | 2.152       |             |
| 1991.       | 2.266       |             |